# رستي سانتوس
رستي سانتوس (بالإنجليزية: Rusty Santos)‏ هو مغن مؤلف ومنتج أسطوانات أمريكي، ولد في 14 أغسطس 1979.

## وصلات خارجية
- الموقع الرسمي
- رستي سانتوس على موقع ميوزك برينز (الإنجليزية)
- رستي سانتوس على موقع أول ميوزيك (الإنجليزية)
- رستي سانتوس على موقع ديسكوغز (الإنجليزية)